# Herman Madsen
Vilhelm Herman Oluf Madsen, född 11 april 1844, död 14 juni 1917, var en dansk militär. Han var far till bakteriologen Thorvald Madsen.
Madsen blev officer vid infanteriet 1861, överstelöjtnant 1889, överste och direktör för artilleriets tekniska tjänst 1895, chef för fästningsartilleriet 1898, generalmajor 1903. År 1914 erhöll han avsked. Madsen var 1868–1896 och 1908–1914 lärare vid officersskolan och blev 1881 medlem av kommissionen för införande av ett nytt infanterigevär i danska armén. Som en framstående matematiker och vapenkonstruktör konstruerade han bland annat det danska rekylgeväret modell 1885, som vann användning även i Sverige. Åren 1901-1906 var han krigsminister, från 1905 ordförande i flera försvars- och skytteföreningar, från 1906 chef för gradmätningen  och 1909–10 ledamot av folketinget. Som krigsminister genomförde han bland annat fältartilleriets nybeväpning och förbättring av underofficerkårens ställning.